# Aki Parviainen
Aki Parviainen född 26 oktober 1974, Helsingfors, Finland, är en finländsk före detta friidrottare som tävlade i spjutkastning.
Parviainens genombrott kom 1992 när han blev juniorvärldsmästare i spjutkastning. Hans första mästerskap som senior var VM i Göteborg 1995 där han blev nia med ett kast på 79,58. Inte heller vid VM 1997 i Aten blev det någon framskjuten placering då han slutade åtta med ett kast på 82,80.
Under 1998 noterade han ett kast på över 90 meter (90,88) men trots att det var årets längsta kast blev EM i Budapest en missräkning där han slutade på bara åttonde plats. Hans stora framgång kom istället året efter då han dels noterade sitt personliga rekord 93,09 och dels blev världsmästare vid VM i Sevilla med ett kast på 89,52.
Parvianinen deltog vid Olympiska sommarspelen 2000 i Sydney där han trots ett kast på 86,62 bara slutade på femte plats. Vid VM i Edmonton 2001 kastade han hela 91,31 men detta räckte bara till andra plats efter Jan Železný som kastade 92,80. 
Efter framgången 2001 lyckades han aldrig nå samma resultat vid de stora mästerskapen. Vid EM 2002 i München blev det en åttonde plats, vid VM 2003 i Paris en femte plats. Sitt sista VM gjorde han 2005 vid hemmatävlingarna i Helsingfors där han emellertid blev skadad under inledningen av tävlingen och slutade på en nionde plats. 
På våren 2006 avslutade han sin aktiva karriär.